# Курбанов, Санан Шамиль оглы
Санан Шамиль оглы Курбанов (азерб. Sənan Şamil oğlu Qurbanov; 1938 — 1999) — азербайджанский скульптор и график, член Союза художников Азербайджана, Союза художников СССР. Участник союзных и республиканских художественных выставок. Художник-постановщик спектаклей в театрах Азербайджана. Азербайджанский государственный академический драматический театр.

## Биография
Родился 12 августа 1938 года в г. Баку. С 1955 по 1959 учился в художественном училище имени Азима Азимзаде. В 1960—1963 гг. продолжил учебу в Ленинградском высшем художественно-промышленном училище им. В. И. Мухиной, ныне академия имени А. Л. Штиглица на факультете скульптуры. В 1963 году был отчислен за «западное буржуазное влияние» и вернулся в Баку. В 1967 году окончил Азербайджанский государственный институт искусств им. М. А. Алиева, факультет театральной режиссуры.

## Экспозиции
- В 1992 году выставлялся в экспозиции в Вене в галерее Арика Брауера.
- в 1995 году — персональная выставка в галерее Союза художников Азербайджана.
- С 2000 года и поныне — в Национальном музее искусств им. Мустафаева, а также в Музейном Центре Министерства Культуры и Туризма Азербайджанской Pеспублики.
- Выставка «Художники Азербайджана на Волге» в 1999 году[1]
- В 2008 году — выставка памяти художника в бакинском центре современного искусства[2].

## Галерея
- Бумага, пастель, 60х80
- Бумага, тушь, 19х25
- Бумага, тушь, 60х80
- Бумага, тушь, гуашь, 45х45
- Бумага, тушь, 45х45
- Бумага, тушь, 30х48
- Скульптура, гипс